# Florencia (Zacatecas)
Florencia es una localidad mexicana ubicada en el estado de Zacatecas, cabecera del municipio de Benito Juárez. También conocida entre sus locales como “la capital del mundo”, “donde truenan las olas” o “el centro del mundo”.

## Geografía
Florencia se localiza en el este del municipio de Benito Juárez, en el suroeste de Zacatecas.
Se encuentra a 2176 m s. n. m. y cubre un área de 2 km².
Su clima se caracteriza por ser templado subhúmedo, con precipitaciones en verano.

## Demografía
De acuerdo con el censo de 2020, Florencia tenía un total de 2905 habitantes, de los que 1490 eran mujeres y 1415, hombres.
En dicho año, la cantidad de viviendas en la localidad era de 1302: 1300 consideradas como particulares.
| Gráfica de evolución demográfica de Florencia entre 1900 y 2020 |
|                                                                 |
| Fuente: Instituto Nacional de Estadística y Geografía.          |